# Lasesarre-Urban Galindo
Pour les articles homonymes, voir Galindo (homonymie).
Lasesarre-Urban Galindo est le 2e district de la ville de Barakaldo, dans la Communauté autonome du Pays Basque en Espagne. Il se divise en trois quartiers: Lasesarre, Larrea et Urban Galindo.